# William S. Richardson
William Shaw Richardson, född 22 december 1919, död 21 juni 2010, var en amerikansk demokratisk politiker och jurist. Han var Hawaiis viceguvernör 1962–1966.
Richardson gick i skola i Roosevelt High School. Han avlade akademiska grundexamen vid University of Hawaii i Manoa och juristexamen vid University of Cincinnati. Han deltog i andra världskriget.
Richardson efterträdde 1962 James Kealoha som viceguvernör. Richardson tillträdde sedan 1966 som chefsdomare i Hawaiis högsta domstol, en tjänst som han innehade fram till 1982. Richardson avled 2010.
Juridiska fakulteten vid University of Hawaii at Manoa heter William S. Richardson School of Law efter honom. 